# Київська операція РСЧА (1920)
Київська операція РСЧА — наступальна операція Червоної Армії 1920 року під час радянсько-польської війни.
Операція проходила з 26 травня до 16 червня 1920 року. Червоноармійці намагалися знищити головні сили Війська Польського, які за Варшавським договором разом з силами української армії відновлювали владу УНР. Просунувшись на захід РСЧА не могли протистояти польській армії. Відступивши з боями за Львів та Варшаву польська армія в серпні завдала Червоній армії нищівної поразки в боях на Віслі та під Замостям. Успішний наступ на Київщині надихнув Володимира Леніна на відродження ідеї швидкого встановлення радянської влади у Європі.

## Сили сторін
Український фронт Війська Польського (генерал Антоні Листовський)
- 6-та армія генерала Вацлава Івашкевича-Рудошанського
  - 5-та Львівська піхотна дивізія (Вацлав Єнджеєвський) — до 19 червня
  - 12-та піхотна дивізія (Маріан Янушайтіс-Жегота)
  - 18-та піхотна дивізія (Франтішек Крайовський)[2]
  - 13-та піхотна дивізія (Франтішек Паулік) — з 25 травня
  - 3-й авіаційний дивізіон (Стефан Бастир)

- 2-га армія генерала Антоні Листовського
  - 3-тя піхотна дивізія легіонерів — з 19 червня
  - 6-та піхотна дивізія (Казімєж Рашевський) — з 19 червня
  - 1-ша кавалерійська дивізія (Юліуш Руммель) — з 19 червня
  - 5-та Львівська піхотна дивізія (Вацлав Єнджеєвський) — з 19 червня
  - 15-та Поморська піхотна дивізія (Антоні Ясенський)
  - 6-та Українська піхотна дивізія (Марко Безручко)
  - 2-й авіаційний дивізіон (Камілло Періні)

- 3т-я армія генерала Едварда Ридз-Сміглий
  - 1-ша піхотна дивізія легіонерів (Едвард Ридз-Сміглий)
  - 7-ма піхотна дивізія (Еугеніуш Погожельський)
  - 3-тя кавалерійська бригада (Єжи Савицький)

Разом — 30,4 тис. багнетів та 4,9 тис. шабель.
Південно-Західний фронт РСЧА Олександра Єгорова
- 12-та армія Сергія Меженінова
  - 7, 25, 44, 45, 58-та стрілецькі дивізії
  - 17-та кавалерійська дивізія
  - Башкирська кавалерійська бригада

- 14-та армія Ієроніма Уборевича
  - 41, 47, 60-а стрілецькі дивізії

- 1-ша Кінна армія Семена Будьонного
  - 4, 6, 11, 14 кавалерійські дивізії

## Наступ Західного фронту
Розгром військ Антона Денікіна, Миколи Юденича та Євгена Міллера дозволив командуванню Червоної Армії кинути всі сили на польський напрямок. На північній двінсько-березинській ділянці (Західний фронт під командуванням Михайла Тухачевського) було зосереджено 12 піхотних дивізій з артилерією та бронепоїздами. 14 травня 1920 року вся ця армада пішла в атаку на ворожі позиції. На правому фланзі (ділянка фронту 60 км) діяла 15-та армія з шістьма піхотними та однією кавалерійською дивізіями (всього 35,7 тисяч багнетів і 2,4 тисячі шабель) Перевага 15-ї армії була переважною. Всій її артилерійській могутності протистояли лише 3-я та 5-та польські батареї. 19 травня на центральній ділянці почала наступ 16-та армія, але її атака швидко захлинулась. 15-та армія діяла за трьома різними напрямами, що призвело до розпорошення ресурсів. Новий наступ 27 травня також затих. 1 червня 4-та та частини 1-ї польських армій перейшли в наступ проти 15-ї армії і до 8 червня завдали їй важкої поразки. Червона армія втратила понад 12 000 бійців (майже третину свого складу). 28 травня під Бобруйском підрозділи познанської 14-ї піхотної дивізії захопили новий броньовик «Остін — Путилов» під назвою «Стєнька Разін». Бронеавтомобіль був перейменований на «Познанець» і продовжив війну вже у складі польської армії.

## Наступ Південно-Західного фронту
У той же час на південній ділянці діяв нещодавно створений Південно-Західний фронт під командуванням Олександра Єгорова, який перейшов у наступ 26 травня. До складу фронту була включена 1-ша кінна армія Семен Будьонного (16,7 тис. шабель, 48 гармат, 6 бронепоїздів та 12 літаків). Ще 10 березня 1920 року командування РСЧА ухвалило рішення про перекидання її з Кавказу на польський фронт. Загальний план мав такі пріоритети:
а) головного удару завдати на Західному фронті; б) на Південно-Західний фронт покласти завдання активного сковування противника, посиливши його Кінною армією; в) Західний фронт, відволікаючи увагу і сили противника на Полоцькому та Мозирському напрямах, головний удар повинен завдати у напрямку Ігумен, Мінськ…
Армія вийшла з Майкопа 3 квітня 1920 року. А потім, розгромивши загони Нестора Махна в Гуляйполі, переправилася через Дніпро на північ від Катеринослава 6 травня. Після концентрації всіх частин в Умані, 27 травня 1-ша кінна армія атакувала Козятин, який захищала 13-та Прикордонна дивізія піхоти (колишня 1-ша дивізія польських стрільців) полковника Франтішека Пауліка. Після кількох невдалих спроб Будьонному вдалося намацати слабке місце у польській обороні. 5 червня він прорвав фронт під Самогородком і здійснив стрімкий наступ уже в тилу Війська Польського:
Тільки 5 червня, зосередивши всі свої сили на власному правому фланзі, командарму 1-ї кінної вдалося прорватися в тил противника на стику між 6-ю та 3-ю польськими арміями. Перша кінна армія наступала не в тил 3-ї польської армії, а на Бердичів та Житомир, минаючи також і потужний Козятинський вузол. 7 червня Житомир та Бердичів з їхніми складами були захоплені першою кінною армією, зате 3-тя польська армія отримала у своє розпорядження два цінні дні, а 6-та польська армія встигла забезпечити Козятинський вузол двома піхотними та однією кавалерійською дивізіями. Таким чином, поки що результати прориву першої кінної армії мали більш моральний, ніж стратегічний характер..
10 червня, через загрозу з боку Будьонного, 3-тя армія Едварда Ридз-Сміглий залишила Київ і вирушила в район Мазовії. Усі спроби Єгорова перешкодити відступу 3-ї армії закінчилися провалом. І група Голікова (дві стрілецькі дивізії та кавалерійська бригада), і дві дивізії зі складу 1-ї Кінної армії були пошматовані відступаючими польськими військами та відкинуті назад.
9 червня 1920 року прем'єр Польщі Леопольд Скульський подав у відставку. 23 червня було сформовано уряд Владислава Грабського. 1 липня 3-тя дивізія піхоти Легіонів генерала Леона Бербецького завдала потужного удару по фронту 1-ї Кінної армії під Рівним. З флангу її мала підтримати 1-ша дивізія піхоти Легіонів Стефана Домб-Бернацького. Проте з якихось причин вона наказ про наступ не отримала. Поодинці ж упоратися з двома дивізіями буденівської армії Бербецькому не вдалося. 3-тя дивізія Легіонов була відкинута. 2 липня польські війська розпочали бій з усіма головними силами 1-ї Кінної армії. 4 липня частини РСЧА захопили Рівне, але 8 липня були вибиті звідти ударом із північного флангу силами 2-ї польської армії. Але й останній утримати місто не вдалося. 9 липня Рівного було залишено. А 10 липня до нього увійшли підрозділи першої кінної армії.

## Створення Ради Оборони Держави
Небезпечне становище, що склалося для Польщі, вимагало найрішучіших дій. 1 липня Сейм затвердив створення Ради Оборони Держави (РОД), до якої увійшли начальник держави та головнокомандувач Юзеф Пілсудський (він же голова Ради), Маршал Сейму, дев'ять депутатів Сейму, прем'єр-міністр та три представники Війська Польського (на вибір Головнокомандувача). Сейм поклав на Раду всю повноту влади в країні на час війни та завдання щодо її завершення. Тим часом, 4 липня Західний фронт перейшов у рішучий наступ на польські війська, змусивши їх відступити до Бугу. Головною метою Західного фронту була Варшава (див. також Варшавська битва 1920 року).

## Політичні наслідки
Успіхи Червоної армії визвали у Володимира Леніна ейфорію про очікуване встановлення радянської влади в Європі. Командування РСЧА передбачало швидку перемогу над Польщею та перспективу просування у Східну Пруссію, Румунію та Угорщину. Наприкінці липня 1920 року Ленін скликав представників лівих партій Європи на II Конгрес Інтернаціоналу для того, щоб підготувати їх до майбутніх подій. У залі проведення Конгресу було встановлено величезну карту, де прапорцями відзначалося просування Червоної армії на Варшаву. Ряд відомих членів ЦК, зокрема Йосип Сталін та Лев Троцький, заперечували проти походу на споконвічно-польські території, вважаючи, що це призведе до масового опору поляків. Про це попереджали й більшовики польського походження. Ленін же вважав, що польські «пролетарі» радісно зустрінуть Червону армію і виступлять проти свого «буржуазного» уряду. У результаті Червона армія у складі двох фронтів — Західного та Південно-Західного отримала наказ про рух на Варшаву і далі — на Берлін.
Катастрофічна поразка РСЧА під Варшавою у серпні 1920 року поклала край планам Володимира Леніна на швидку совєтизацію Європи.